# Ábelův mlýn
Ábelův mlýn je bývalý vodní mlýn na katastrálním území Bukovina u Turnova (Dolánky čp. 7), části města Turnova v okrese Semily v Libereckém kraji. Objekt historického mlýna, který nyní slouží jako restaurace a penzion, je zapsaný na Ústředním seznamu nemovitých kulturních památek České republiky.

## Historie
První zprávy o vodním mlýnu v Dolánkách u Turnova pocházejí z počátku 17. století. Vyplývá z nich, že mlýn stával na tomto místě již před rokem 1608, kdy byl na pokyn Karla z Vartenberka, pána z Hrubého Rohozce, obnoven na původních základech. Šlo o tzv. panský mlýn, který byl pronajímán majitelem panství jednotlivým mlynářům. Od počátku 18. stoletý byl mlýn již ve vlastnictví mlynářů. Mlýn je pojmenován po posledním majiteli Josefu Ábelovi, který ukončil provoz mlýna v roce 1942.

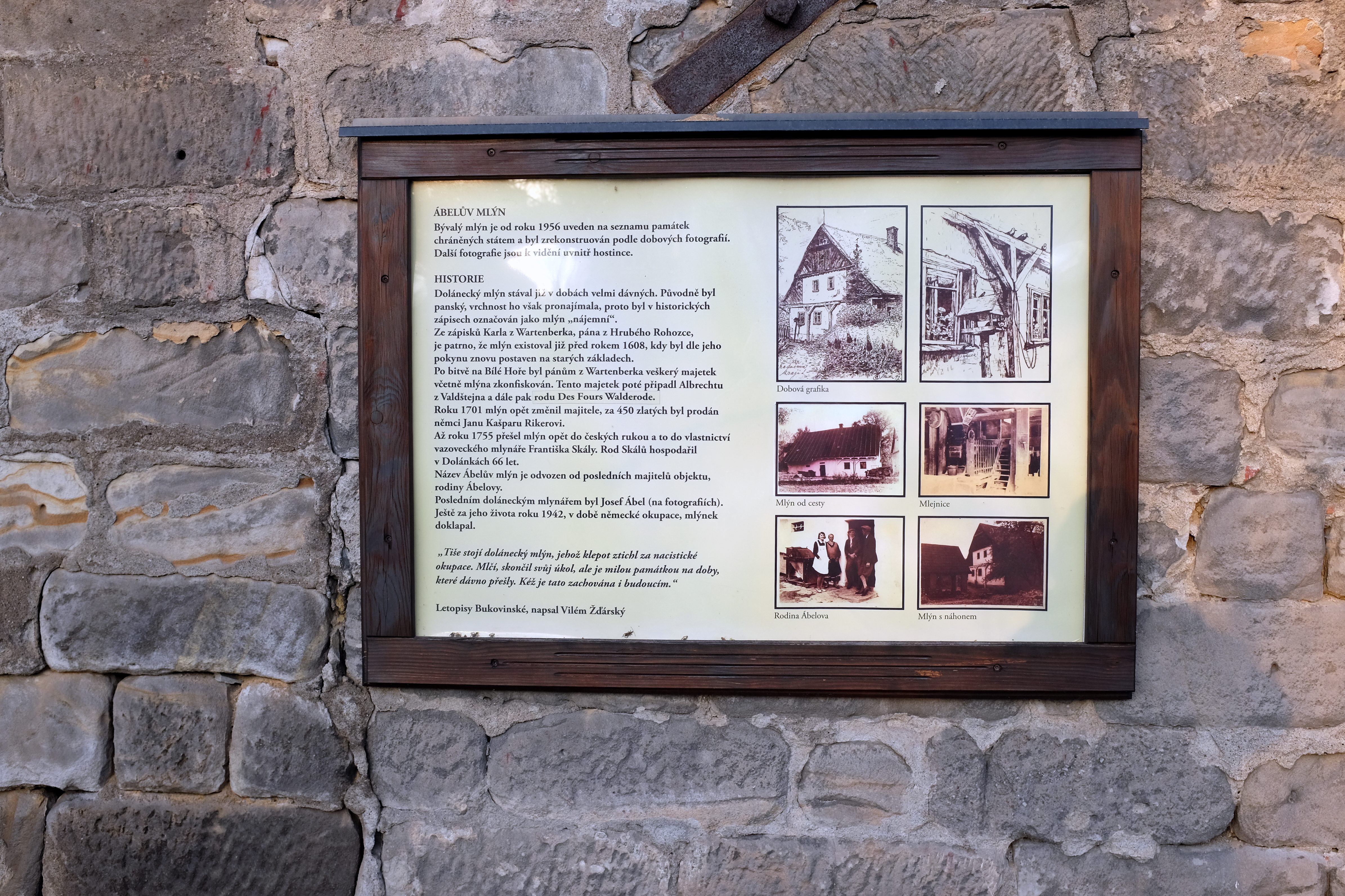
Informace o historii mlýna

Původně se jednalo o poloroubenou přízemní stavbu, která však prošla v pozdějších dobách, zejména pak na počátku 21. století, značnými stavebními úpravami. V důsledku těchto stavebních úprav byla výrazně snížena památková hodnota objektu.

## Popis
Bývalý mlýn se nachází v Dolánkách na pravém břehu Jizery poblíž jejího pravostranného přítoku Vazoveckého potoka, zhruba 200 metrů západně od Dlaskova statku. Východně od mlýna souběžně s tokem Vazoveckého potoka probíhá hranice Chráněné krajinné oblasti Český ráj.
Historická podoba někdejšího mlýna byla v důsledku nevhodných stavebních úprav značně změněna. Původní roubení a bedněný štít byly odstraněny. Roubení bylo nahrazeno zdivem z tvárnic a štít je nyní tvořen novým svislým bedněním a omítnutými polystyrénovými deskami. Nová jsou též tři střešní okna i ostatní okna v budově. Menší zděná kůlna jižně od mlýna slouží jako objekt rychlého občerstvení.

## Přístup
Ábelův mlýn se nachází necelých 300 metrů od železniční zastávky Dolánky na trati z Turnova do Liberce. Velké parkoviště pro motorizované návštěvníky je u Dlaskova statku, další menší je přímo u Ábelova mlýna. Kolem bývalého mlýna prochází červeně značená Zlatá stezka Českého ráje, další zeleně a modře značené turistické trasy a dvě cyklotrasy.